# SZVU
Az SZVU (oroszul: СВУ, Снайперская винтовка укороченная / Sznajperszkaja vintovka ukorocsennaja, azaz: rövidített mesterlövész puska) az SZVD-n alapuló mesterlövész-puska.
Fejlesztése 1977-ben kezdődött a Lev Bondarev vezetése alatt álló, vadász- és sportfegyverekkel foglalkozó kísérleti tervező irodában. 1991-től kis sorozatban gyártják a fegyvert. A Szövetségi Biztonsági Szolgálat (FSZB) és a belügyi csapatok alkalmazzák 1993-tól.
A fegyver alapját az SZVD képezi, de azt bullpup rendszerűre alakították át. Ezáltal az eredeti csőhossz kismértékű csökkentése mellett sokkal rövidebb fegyvert hoztak létre. A zárszerkezet és a tár az elsütőszerkezet mögé, a tusába került. Szerkezeti kialakítása, zárszerkezete megegyezik az SZVD-ével.
A fegyverhez az SZVD-nél is alkalmazott PSZO–1 optikai irányzékot alkalmazzák, de optikai irányzék nélkül is használható, ehhez a fegyver dioptriás irányzékkal is rendelkezik.
A fegyverhez az elterjedten alkalmazott 7,62 × 54 mm-es lőszert használják. A fegyverhez 10 töltényt befogadó tár tartozik. Pontossága némileg elmarad az SZVD-től. A hatásos lőtávolsága 800 méter, 600 m-es lőtávolságon a szórás 2 szögpercen belül marad.
Az SZVU érdekessége a csőre szerelt – hangtompítóra emlékeztető – hengeres szerkezet, amely több funkciót lát el. Egyrészt csökkenti a lövészre a lövéskor ható hangnyomást, valamint lángrejtőként és csőszájfékként is funkcionál.
Az SZVU-ból kialakítottak egy sorozatlövésre is alkalmas mesterlövész fegyvert, amely az SZVU–A típusjelet kapta. A fegyver így egyeslövésnél mesterlövész fegyverként, szükséghelyzetben, sorozatlövésnél golyószóróként használható. Az automata üzemmód miatt az SZVU 10-es tára helyett 20 db-os tárat kapott az SZVU–A.  Az automata üzemmód miatt tűznemváltó karral rendelkezik, valamint a cső alá kinyitható villaállványt szereltek.

## Külső hivatkozások
- Ismertető az SZVU-ról a Rusarmy oldalán
- Fénykép az SZVU–A-ról